# Jason Rothenberg

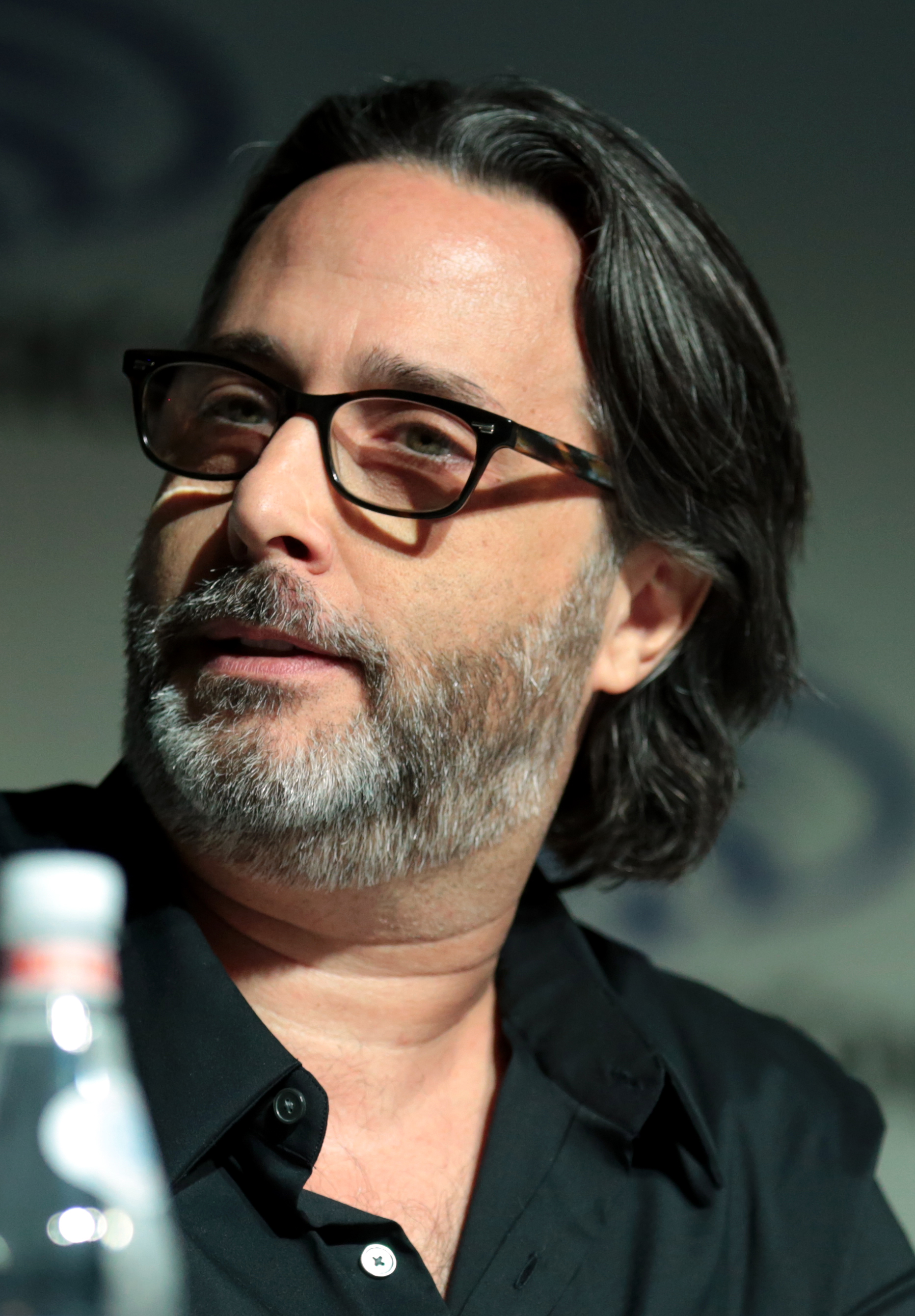
Jason Rothenberg (2018)

Jason Rothenberg (* 10. Mai 1967 in Detroit, Michigan) ist ein US-amerikanischer Drehbuchautor, der als Showrunner der US-amerikanischen Science-Fiction-Fernsehserie The 100 international bekannt wurde.

## Leben und Karriere
Jason Rothenberg wurde 1967 in Detroit, im US-Bundesstaat Michigan geboren und studierte an der University of Wisconsin–Madison das Fach „Kommunikation“, bevor er Anfang der 1990er Jahre nach Hollywood kam. Dort arbeitete er als Filmassistent und Drehbuchautor. Sein erstes Spec-Script, Alias, verkaufte Rothenberg mit dem Produzenten Jon Peters für eine Million US-Dollar an The WB. 1997 adaptierte er Mary Doria Russells Science-Fiction-Roman Sparrow. Anfang der 2000er war Rothenberg gut beschäftigter Drehbuchautor, er schrieb verschiedene Neufassungen von Drehbüchern und verkaufte mehrere Drehbücher, darunter einige für mittlere sechsstellige Summen, keines der Drehbücher wurde jedoch verfilmt. Ab 2005 entwickelte Rothenberg für The WB The Body Politic, eine einstündige Dramaserie, die in Washington, D.C. spielt. Der Pilot wurde 2009 verfilmt, das Projekt ging jedoch nicht in Serie.
Basierend auf der Romanreihe The 100 von Kass Morgan entwickelte Rothenberg, noch während Morgan am ersten Roman schrieb, ein Pilot-Drehbuch für den US-Fernsehsender The CW. Der Sender bestellte 2013 den Piloten für The 100 und strahlte die von Rothenberg als Showrunner geführte Science-Fiction-Fernsehserie mit Eliza Taylor in der Hauptrolle von 2014 bis 2020 aus. Insgesamt wurden sieben Staffeln mit 100 Folgen produziert. In der letzten Folge führte Rothenberg erstmals die Regie.
2017 arbeitete Rothenberg gemeinsam mit Greg Berlanti für den Sender The CW an einem Pilot namens Searchers, letztlich ging das Projekt jedoch nicht in Serie.